# Stamford Hill
Stamford Hill (AFI: /ˈstæmfəd hɪl/) è un quartiere di Londra, situato nel borgo londinese di Hackney a 8,9 km a nord-est di Charing Cross.

È identificato, nel Piano di Londra, come uno dei centri distrettuali della Grande Londra.
Il quartiere di Stamford Hill è noto per la sua comunità chassidica, che rappresenta la più grande concentrazione di ebrei ortodossi aschenaziti in Europa.

## Origine del nome
Il quartiere deve il proprio nome all'omonima altura, che raggiunge un'altezza di 33 metri sul livello del mare. Anche l'antica Ermine Street, che al giorno d'oggi corrisponde alla strada A10, attraversando la zona, assume il nome di "Stamford Hill".
Si ritiene che la collina prenda il nome dal guado (in inglese ford) dove l'Ermine Street attraversava il torrente Hackney Brook, situato sul margine meridionale dell'altura. Documenti risalenti al XIII secolo menzionano i toponimi Sanford e Saundfordhill, entrambi con il significato di "guado sabbioso" (sand ford). Nella mappa di Roque del 1745 è visibile un ponte, che sostituì il guado, indicato come "Stamford Bridge".
La collina si innalza dolcemente a partire dall'antico corso del Hackney Brook a sud, mentre il suo versante nord, più ripido, costituiva un confine naturale per l'estensione storica (sia parrocchiale sia municipale) di Hackney, e continua a rappresentare un limite anche per i confini amministrativi dell'attuale borgo.

## Società

### Comunità ebraica haredi

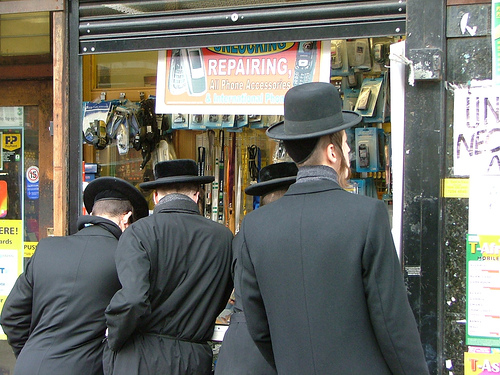
Gruppo di ebrei chassidici a Stamford Hill

Stamford Hill è il centro di una comunità ebraica chassidica, parte dell'ebraismo ultraortodosso, di origine aschenazita, stimata in circa 15 000 persone, con una crescita annua di circa il 5%. È la più grande comunità chassidica d’Europa e, per questo motivo, il quartiere è spesso definito un "miglio quadrato di pietà", espressione che richiama la presenza numerosa di uomini ebrei vestiti con abiti tradizionali distintivi, impegnati nei loro spostamenti quotidiani verso e dal luogo di culto. Oltre alla popolazione ebraica di Stamford Hill, vi sono molti ebrei osservanti nei quartieri limitrofi di Upper Clapton, West Hackney, Stoke Newington e Tottenham; nell'area più ampia si contano fino a 80 sinagoghe.
Le congregazioni riflettono spesso legami storici con specifiche aree dell'Europa orientale, visibili nel loro abbigliamento e nelle pratiche religiose, e mantengono rapporti con comunità analoghe nel mondo. La più grande congregazione è la dinastia Satmar, con cinque sinagoghe direttamente associate; un'altra comunità rilevante è quella Belz, con quattro sinagoghe.

È presente inoltre una significativa comunità di ebrei yemeniti, in particolare gli ebrei di Aden, originari dell'omonima città portuale yemenenita. Essi si stabilirono a Stamford Hill dopo essere fuggiti dalle violenze anti-ebraiche del 1947 alla fine del Protettorato di Aden. La sinagoga della congregazione degli ebrei di Aden, Nahalat Yosef, prende il nome dall'omonima sinagoga originaria dello Yemen. Negli anni novanta del XX secolo e 2000, un'ulteriore ondata migratoria di ebrei yemeniti arrivò a Stamford Hill, fuggendo dalle persecuzioni degli Huthi nel nord dello Yemen.
La comunità gestisce un servizio di primo soccorso volontario chiamato Hatzola (termine ebraico che significa "salvataggio") e un gruppo di sorveglianza volontaria chiamato Shomrim ("guardiani"), attivi principalmente per la sicurezza della comunità stessa.
L'istruzione nella comunità ebraica ortodossa si basa principalmente su scuole private, con quasi tutti i bambini che frequentano istituti ebraici separati per sesso. Nel 2005 la Yesodey Hatorah Senior Girls' School di Stamford Hill ha ottenuto lo status di scuola con finanziamento volontario. Nel 2014, a seguito di un’indagine relativa a presunte irregolarità negli esami, l'Oxford, Cambridge and RSA Examinations Board (OCR), uno degli enti britannici responsabili dell'organizzazione degli esami pubblici, concluse che la scuola aveva oscurato domande riguardanti l'evoluzione delle specie negli esami di scienze del ciclo GCSE. Ofqual ha stabilito che tale censura costituisce una pratica scorretta e non è consentita. Nello stesso anno, la BBC riportò che molte yeshivot dell'area «di solito non offrono lezioni di matematica, inglese o scienze» e operavano «senza i più elementari controlli di sicurezza, salute e benessere infantile». Un'inchiesta del The Daily Telegraph citò documenti governativi secondo cui, solo nel borgo di Hackney, tra 800 e 1 000 ragazzi tra i 13 e i 16 anni risultavano "scomparsi" dal sistema scolastico ufficiale.
Le famiglie ultraortodosse hanno in media 5,9 figli, quasi 2,5 volte la media di Inghilterra e Galles, e molte vivono in appartamenti sovraffollati. Le politiche urbanistiche locali limitano lo sviluppo di alloggi familiari, generando tensioni tra il consiglio comunale e la popolazione ebraica, spesso rappresentata dall'Union of Orthodox Hebrew Congregations. L'Agudas Israel Housing Association è attiva nella costruzione di abitazioni dedicate alla comunità ebraica di Stamford Hill.
Nel 2014 la comunità fu coinvolta in una controversia dopo che comparvero cartelli con la scritta «Le donne sono pregate di camminare solo su questo lato della strada». Tali cartelli, messi in occasione di una parata religiosa della Torah, erano destinati a orientare i partecipanti desiderosi di evitare il contatto con il sesso opposto. Dopo reclami, un gruppo di Shomrim contattò gli organizzatori, chiedendo maggiori spiegazioni sui manifesti. I cartelli furono rimossi e gli organizzatori si impegnarono a rimuoverli più rapidamente negli anni successivi.
Dai dati del censimento del 2011, è stata osservata una migrazione di membri della comunità ebraica ultraortodossa da Stamford Hill verso Canvey Island, nell'Essex. Canvey Island, con una popolazione etnicamente piuttosto omogenea e senza una significativa presenza ebraica precedente, ha sviluppato buone relazioni con la nuova comunità, che è stata anche oggetto di un documentario televisivo.

## Infrastrutture e trasporti
Il quartiere di Stamford Hill è attraversato dalla strada A10, storicamente parte dell'antica via romana Ermine Street, che collega il centro di Londra con King's Lynn, nel Norfolk. L'arteria rappresenta una delle principali vie di comunicazione nord-sud della città e costituisce l'asse viario centrale del quartiere. Tra le altre vie di comunicazione vi è la strada A107, nota localmente come Amhurst Park, che collega le aree di Hackney Central e Seven Sisters, proseguendo verso sud con il nome di Mare Street.
Per quanto riguarda il trasporto ferroviario, Stamford Hill è servito dall'omonima stazione ferroviaria, situata lungo le ferrovie della Valle del Lea, gestita da London Overground. La stazione è servita dai treni della linea Weaver che effettuano servizio tra Liverpool Street a sud e verso Enfield Town e Cheshunt a nord.
Alcune linee di autobus, gestite da vari operatori per conto di London Buses, collegano Stamford Hill ai quartieri limitrofi.